# Ad multos annos
Ad multos annos (lateinisch: „Auf viele Jahre!“) ist ein aus der griechisch-römischen Antike stammender Glückwunsch, der besonders als Akklamation für höhergestellte Personen gebräuchlich war. In der orthodoxen Liturgie ist der Ruf Teil des Polychronion (griechisch εἰς πολλὰ ἔτη, Aussprache altgriechisch eis pollá étē, neugriechisch ís pollá éti). In der römisch-katholischen Liturgie war er bis zur Liturgiereform ein Element des Bischofsweiheritus. Heute wird die lateinische Wendung in akademischen und kirchlichen Kreisen noch in Grußworten und Trinksprüchen verwendet.